# Mădălina Diana Gheneová
Mădălina Diana Gheneová (rodným jménem Mădălina Diana Ghenea, [mədəˈlina diˈana ˈɡene̯a]IPA; * 8. srpna 1987 Slatina) je rumunská modelka a herečka.

## Kariéra
Narodila se roku 1987 v rumunské Slatině. V patnácti letech začala mezinárodní modelingovou kariéru, když začala předvádět modely milánského návrháře Gattinoniho. Postupně pracovala v Rumunsku, Itálii, Německu, Japonsku, Rakousku, Španělku, Francii a Jihoafrické republice. Objevila se v několika reklamních kampaních, včetně kontraktů pro společnosti Peroni, New Yorker a Quelle. Také pózovala na obálkách módních časopisů Elle či GQ.
Poté, co byla vybrána s Catrinel Menghiovou a Carmen Prodanovou do mezinárodního kalendáře agentury MRA, si zahrála přítelkyni Erose Ramazzottiho v jeho videoklipu „Il tempo tra di noi“, uvozující novou desku The New Best.
Roku 2010 účinkovala v sedmé řadě italského televizního programu Ballando con le stelle (obdoby StarDance …když hvězdy tančí), kde se jejím partnerem stal profesionální tanečník Simone Di Pasquale. Vyřazeni byli ve čtvrtém kole. Od roku 2011 se stala tváří italské telefonní společnosti TRE, jíž prezentovala v kampani s Raoulem Bovou.
Herecký debut zaznamenala v roce 2011 vedlejší rolí Iriny v italském komedii I soliti idioti. Následně se představila po boku Judeho Lawa v černé krimikomedii z roku 2013 Dom Hemingway. Jako vítězka Miss Universe – zosobňující symbol mládí, účinkovala v Sorrentinově dramatu Mládí, kde hlavní postavy ztvárnili Michael Caine a Harvey Keitel. Spolu s Carlem Contim uváděla ročník 2016 Festivalu Sanremo.

## Soukromý život
Připojila se k organizaci „Artists for Peace and Justice“ podporující Haiti po ničivém zemětřesení v roce 2010. Prostředky darovala také na renovaci porodnice v rodné Slatině.

## Filmografie

### Film

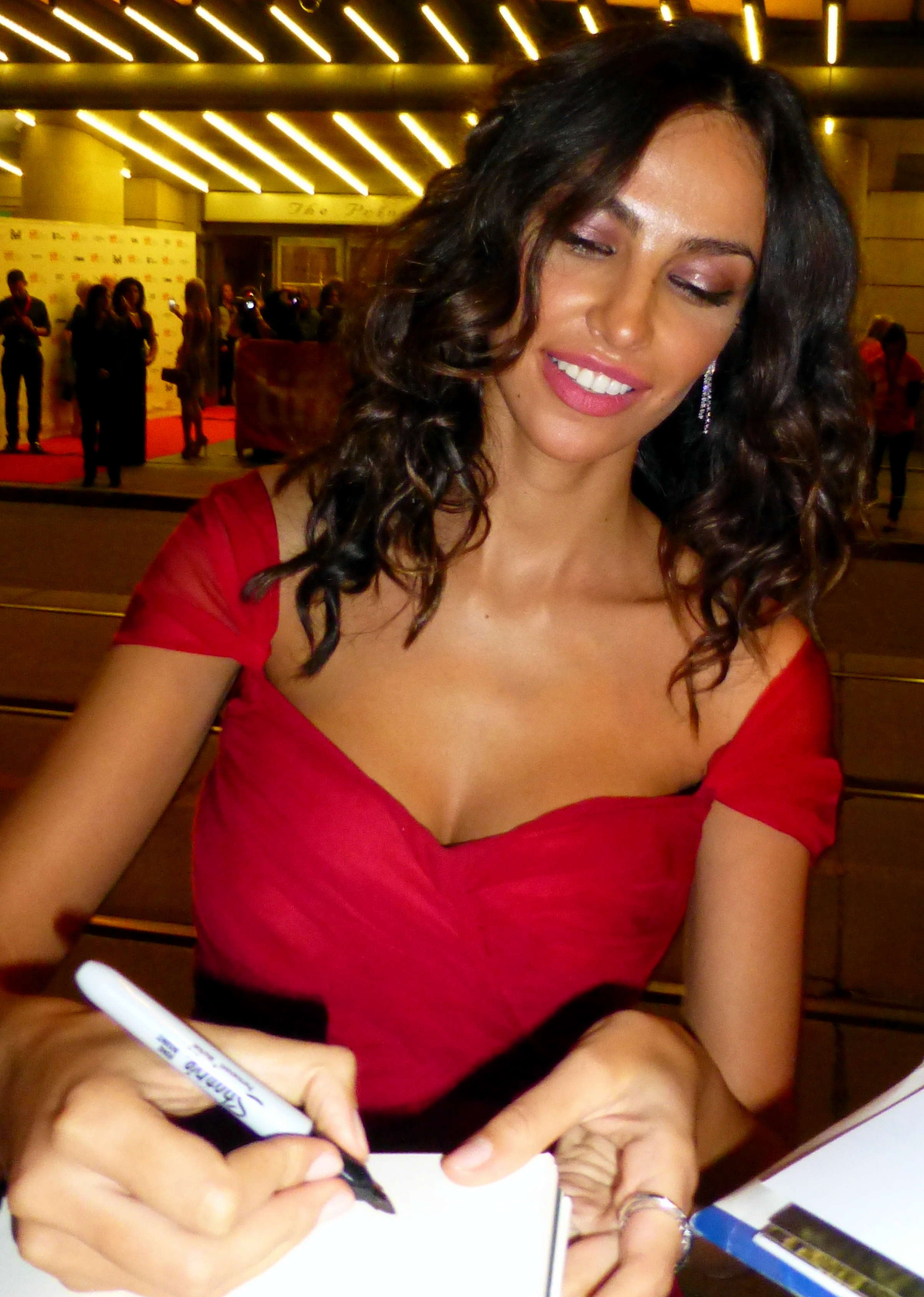
Na premiéře Dom Hemingway během Torontského festivalu 2013

| Rok  | název                    | žánr               | role            |
| ---- | ------------------------ | ------------------ | --------------- |
| 2011 | I soliti idioti: Il film | komedie            | Smutandissima   |
| 2012 | The Mongrel              | drama              | Dorina          |
| 2013 | Dom Hemingway            | krimikomedie       | Paolina         |
| 2015 | Mládí                    | drama              | Miss Universe   |
| 2016 | Zoolander No. 2          | komedie            | exotická žena   |
| 2016 | Smitten!                 | komedie            |                 |
| 2019 | All You Ever Wished For  | romantická komedie | Rosalia Drago   |
| 2021 | Klan Gucci               | životopisné drama  | Sophia Lorenová |

### Televize
- Ballando con le Stelle – 7. řada (2011)
- I soliti idioti (2011)
- Borgia (2013)

### Videoklipy
- „Il tempo tra di noi|Il tempo tra di noi“ – Eros Ramazzotti (2007)
- „Turn Up the Radio“ – Madonna (2012)